# Trypeticus mirandus
Trypeticus mirandus är en skalbaggsart som beskrevs av Kanaar 2003. Trypeticus mirandus ingår i släktet Trypeticus och familjen stumpbaggar. Inga underarter finns listade i Catalogue of Life.